# Penelope Heyns
Penelope Heyns; znana jako Penny Heyns (ur. 8 listopada 1974 w Springs, Południowa Afryka) – południowoafrykańska pływaczka, podwójna mistrzyni olimpijska. Jedyna kobieta w historii, która wygrała podczas jednych igrzysk olimpijskich oba wyścigi w stylu klasycznym (w Atlancie w 1996 roku). Zdobyła również brązowy medal podczas Igrzysk w Sydney na 100 metrów żabką. 
Penelope Heyns była pierwszym południowoafrykańskim sportowcem, który zdobył złoty medal igrzysk po upadku apartheidu.
Zdobywała również medale podczas Igrzysk Wspólnoty Narodów oraz podczas Uniwersjady. Ma na koncie również trzy srebrne medale Mistrzostw Świata w Pływaniu na krótkim basenie w 1999 roku w Hongkongu.
Penelope Heyns zakończyła karierę sportową w 2001 roku. Obecnie jest członkiem komisji zawodniczej FINA. 

## Wyróżnienia
- 1999, 1996: Pływaczka Roku na Świecie